# Maxime Bono
Pour les articles homonymes, voir Bono (homonymie).
Maxime Bono, né le 1er novembre 1947 à Alger, est un homme politique français, maire de La Rochelle, président de la communauté d'agglomération de La Rochelle et député de la première circonscription de la Charente-Maritime.

## Biographie

### Parcours professionnel et politique
Né à Alger le 1er novembre 1947, Maxime Bono arrive en France métropolitaine en 1962. Après des études de droit et de sciences économiques à Toulouse (licence en droit public et élève de l'École nationale des impôts, nommé inspecteur des impôts), il devient membre du PS en 1974.
D'abord conseiller culturel à la ville de La Rochelle (1983 à 1985), il est chargé de mission au cabinet du maire de La Rochelle, Michel Crépeau (1986 à 1989), puis directeur de cabinet du maire de La Rochelle, Michel Crépeau (de 1986 à 1989), il est conseiller général de la Charente-Maritime (1992 à 1999) et premier adjoint de Michel Crépeau pendant 10 ans (1989 à 1999), auquel il succède en 1999 pour ses mandats de maire et de député.
Il est réélu en 2001 et 2007, maire de La Rochelle et en 2002 et 2008, député de la première circonscription de la Charente-Maritime. Durant ses différents mandats, il est président du PREDIT (programme de recherche et d'innovation dans les transports terrestres) et président de la mission d'information parlementaire constituée après la tempête Xynthia en 2010.
Lors des élections législatives de 2012, il ne souhaite pas se représenter pour se consacrer à sa ville et à la mise en place du passage de l'intercommunalité de 18 à 28 communes en 2014. Pour successeur à l'Assemblée nationale, il soutient activement,,,, la candidature de Ségolène Royal. Avec la candidature dissidente d'Olivier Falorni, son adjoint, l'élection marque une fracture au sein du conseil municipal, accentuée par la victoire de ce dernier,. Le premier magistrat se donne deux ans pour regagner la confiance des Rochelais et « recoller les morceaux » d'une majorité municipale divisée, avant l'échéance des élections municipales de 2014,.
Il est président du bureau du Conseil national de la mer et des littoraux.

## Détail des mandats
- 20 mars 1989 - 18 avril 1999 : adjoint au maire de La Rochelle (Charente-Maritime)
- 30 mars 1992 - 27 avril 1999 : membre du conseil général de la Charente-Maritime (élu dans le canton de La Rochelle-6)
- 30 mars 1999 - 19 juin 2012 : député de la première circonscription de la Charente-Maritime
- 19 avril 1999 - 5 avril 2014 : maire de La Rochelle
- Président de la communauté d'agglomération de La Rochelle

## Décorations
Il est nommé chevalier de la Légion d'honneur le 17 septembre 1998 et est promu officier le 31 mars 2013.